# Stechelberg
Stechelberg est un petit village sur la commune de Lauterbrunnen dans l'Oberland bernois en Suisse.
Le village est le point de départ du très long téléphérique (7 km, en quatre étapes Stechelberg — Gimmelwald (en) — Mürren — Birg — Schilthorn) qui va jusqu'au restaurant tournant le Piz Gloria situé au sommet du Schilthorn.